# 穆民
穆民（阿拉伯语：‎，拉丁化：Mu'min），意思是「信徒」，即全心全意遵從真主阿拉的旨意。「穆民」是伊斯蘭教專有名詞，在《古蘭經》常常出現。

## 穆民与穆斯林
经常有人将穆民与穆斯林混淆，甚至多数穆斯林也并不清楚，或以为穆民为穆斯林民众之略。实际上穆民与穆斯林有一些的区别。穆民从“伊玛尼”中所派生，意为确信者，既确信真主者。而穆斯林一词从“伊斯兰”中派生，只要念过清真言者均为穆斯林，即顺从者。穆民与穆斯林的地位孰高孰低一直在争论。但顺从者并不一定内心坚信六大信仰，甚至有学者提出凡是有呼吸、有生命的都是服从安拉的“广义穆斯林”。